# Discherodontus halei
Discherodontus halei је зракоперка из реда Cypriniformes.

## Угроженост
Ова врста је наведена као последња брига, јер има широко распрострањење и честа је врста.

## Распрострањење
Врста је присутна у Тајланду и Малезији.

## Станиште
Станиште врсте су слатководна подручја.